# HD 42049
HD 42049，又名BD+22 1198，SAO 78045、HR 2169，是一颗恒星，视星等为5.93，位于銀經188.54，銀緯1.28，其B1900.0坐标为赤經6h 3m 30.6s，赤緯+22° 1.28′ 23″。